# 多尔济塞布腾
多尔济塞布腾（？—1735年），博尔济吉特氏，清代喀尔喀蒙古土谢图汗部中右旗人，智勇亲王丹津多尔济子。雍正七年（1729年）尚和硕和惠公主；雍正十年（1732年）十月封世子；十一年（1733年）七月以其父冒功误军等罪连坐削爵。雍正十三年（1735年）二月卒。子桑斋多尔济後被封为扎萨克多罗郡王。